# Волков, Александр Ануфриевич
Алекса́ндр Ану́фриевич Во́лков (1804 — не ранее 1845) — русский прозаик, драматург и переводчик.

## Биография
Из семьи ремесленника. Получил домашнее образование (со знанием французского языка и латыни). Учился на словесном отделении Московского университета (1820―1824), которое окончил со степенью действительного студента. После окончания университета поступил на службу (в 1832 ― губернский регистратор, к 1839
― титулярный советник); в 1838 году ― штатный смотритель 1-го московского уездного училища; с 1841 года ― в отставке. Ещё в студенческие годы издал книгу для детей «И отдых в пользу, или Собрание занимательных картин» (1822; перевод с французского). В дальнейшем, за исключением перевода (с французского) книги М. Годон «Домашнее воспитание, или Нравственное образование первого возраста обоих полов…» (1837), содержащей серьёзные педагогические размышления и рекомендации, Волков выступал как переводчик французских беллетристических произведений: повестей Э. Сувестра «Степени женщин. Простая женщина; гризетка; горожанка; светская женщина» (1836), графини Д' Аш «Мечта любви» (1849) - авторов, позднее неоднократно переводившихся в России. В 1840―1842 гг. выпустил в двух книгах сборник переводов «Рококо из 333 повестей, отрывков и рассказов…»: первая состояла из двух сентиментально-моралистических повестей (расширенное издание первой книги включало перевод повести Т. Готье «Золотое руно») , а вторая ― из фрагментов произведений Ш. О. Сент-Бёва, Ф. Сулье, Поль де Кока и др. Из оригинальных произведений Волкову принадлежат изданные анонимно повесть «Соперники в любви, или Неразгаданная тайна красавицы» (1839) и комедия-водевиль «Катенька или Семеро сватаются, одному достанется» (1836). В. Г. Белинский в своей рецензии, отмечая «здравый смысл в частностях и отсутствие его в общности», определил пьесу как «попытку водевиля в чисто русском стиле». Не увидели свет поданные Волковым в цензуру рукописи 1830-х гг.: стихотворная драма «Братья соперники, или Рекрутский набор», водевиль «Прозаические бредни», повесть «Фортуна, смерть и купидон, или Замужняя невеста» и многие другие. В 1845 году Волков предпринял неудавшуюся попытку издания «Листка для городских и сельских хозяев»; тогда же помощник редактора «Московских губернских ведомостей».